# Metriomantis paraensis

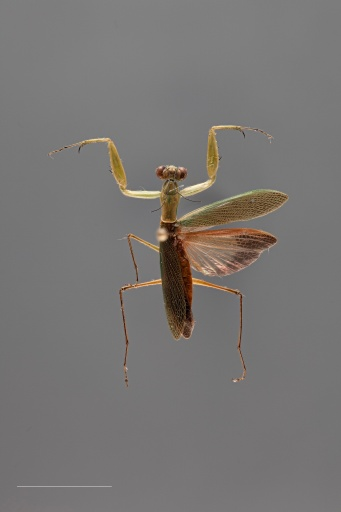
Imagen de una Metriomantis paraensis (de la familia Mantidae)

Metriomantis paraensis es una especie de mantis de la familia Mantidae.

## Distribución geográfica
Se encuentra en Brasil.